# Маяк Файв-Майл-Пойнт
Маяк Файв-Майл-Пойнт (англ. Five Mile Point Light), также известный как Старый маяк Нью-Хейвен-Харбор (Old New Haven Harbor Lighthouse), — маяк, расположенный на входе с восточной стороны в гавань города Нью-Хейвен, округ Нью-Хейвен, штат Коннектикут, США. Построен в 1805 году. Деактивирован в 1877 году. 

## История
Город Нью-Хейвен в XIX веке был большим центром торговли, и 16 марта 1805 года Конгресс США выделил 2500 долларов на строительство маяка, который бы обеспечивал навигацию до гавани города. Строительство было поручено архитектору Абише Вудворду, который также построил маяк Нью-Лондон-Харбор в 1801 году, маяк Линд-Пойнт и маяк острова Фолкнер в 1802 году и маяк Блек-Рок-Харбор в 1808 году. В этом же году маяк был построен. 
Маяк представлял собой деревянную восьмиугольную башню высотой 9 метров и одноэтажный деревянный дом смотрителя. Для освещения использовались масляные лампы. Своё название от получил по расстоянию от мыса до города, которое составляет 5 миль. 
Состояние первоначальных построек ухудшалось, и 3 марта 1847 года Конгресс выделил 10 000 долларов на строительство нового маяка. Строительство было поручено архитектору Маркусу Бассетту (Marcus Bassett) и было завершено в том же году. Новый маяк представлял собой восьмиугольную башню из блоков коричневого камня. Также был построен из новый трёхэтажный кирпичный дом смотрителя. 
В 1855 году на маяк была установлена линза Френеля. В 1860 году дополнительно была построена противотуманная колокольня. В 1876 году был построен маяк Юго-Западного рифа, и в 1877 году маяк Файв-Майл-Пойнт был признан избыточным и выведен из эксплуатации. В дальнейшем маяк перешёл в собственность города Нью-Хейвен и сейчас является частью одноимённого парка.
В 1990 году маяк был включён в Национальный реестр исторических мест.

## Галерея
- Открытка 1912 года
- Открытка, выпущенная между 1930 и 1945 годом